# La cintura
Cet article concerne le film italien. Pour la chanson d'Álvaro Soler, voir La cintura (chanson).
Pour plus de détails, voir Fiche technique et Distribution.
La cintura est un film italien réalisé par Giuliana Gamba, sorti en 1989.

## Fiche technique
- Titre : La cintura
- Réalisation : Giuliana Gamba
- Scénario : Francesca Archibugi, Piero De Bernardi, Gloria Malatesta et Claudia Sbarigia d'après Alberto Moravia
- Photographie : Luigi Verga
- Musique : Nicola Piovani
- Pays de production :  Italie
- Genre : Film dramatique, Film érotique
- Date de sortie : 1989

## Distribution
- James Russo : Vittorio De Simone
- Eleonora Brigliadori : Bianca Ravelli
- Giuliana Calandra : l'ami de Bianca
- Anna Bonaiuto : le juge
- Ivano Marescotti : l'ami de la mère de Bianca